# Schistocerca shoshone
Schistocerca shoshone är en insektsart som först beskrevs av Thomas, C. 1873.  Schistocerca shoshone ingår i släktet Schistocerca och familjen gräshoppor. Inga underarter finns listade i Catalogue of Life.

## Bildgalleri

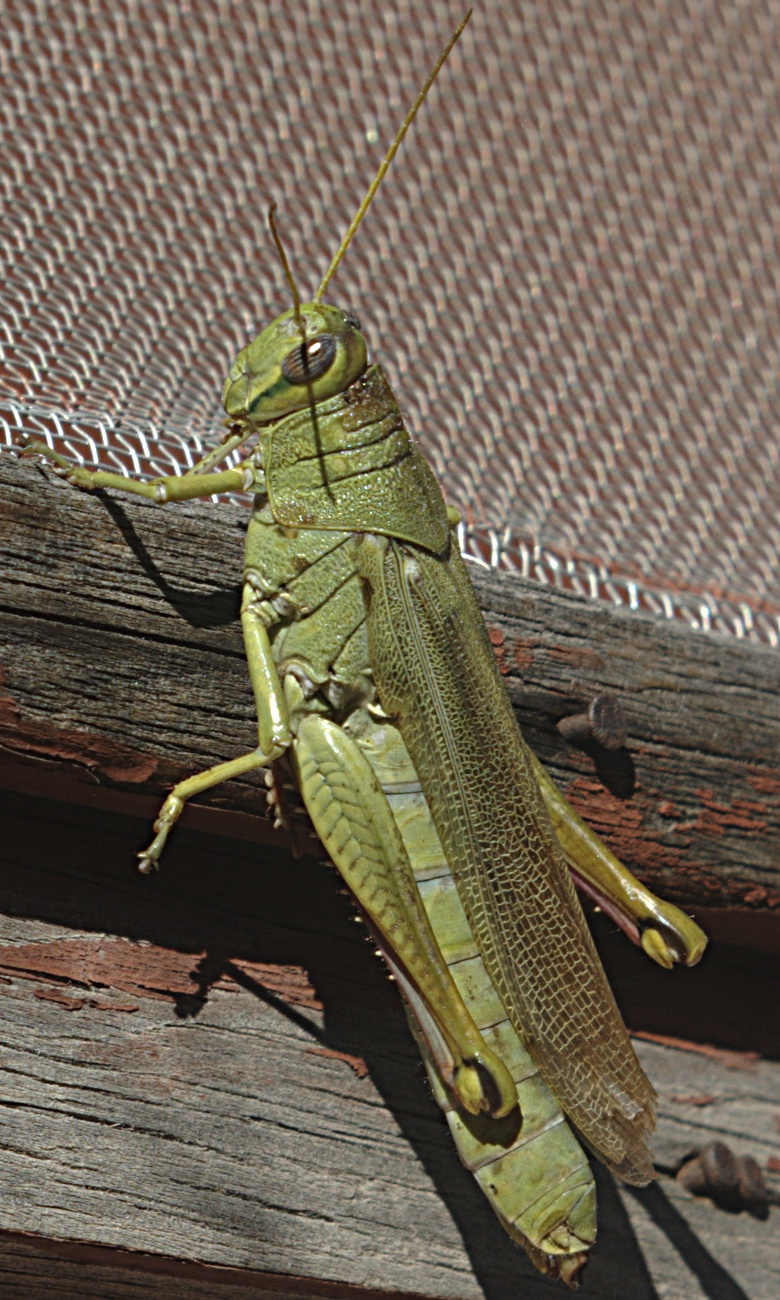